# Rejon drożżanowski
Rejon drożżanowski (ros. Дрожжановский райо́н, tatar. Чүпрәле районы) – rejon w należącej do Rosji autonomicznej republice Tatarstanu. 
Rejon leży w centralnej części kraju; jego ośrodkiem administracyjnym jest miejscowość Staroje Drożżanoje. Rejon ma powierzchnię 1029,5 km²; zamieszkuje go 20 994 osób (wg danych na rok 2021). 